# Ilka Semmler
Ilka Semmler (ur. 8 września 1985 w Akwizgranie) – niemiecka siatkarka plażowa, w latach 2006–2016 grała razem z Katrin Holtwick. Brała udział w turnieju siatkówki plażowej na Igrzyskach Olimpijskich w Londynie, gdzie odpadła w 1/8 finału po przegranym meczu z inną niemiecką parą Goller-Ludwig. Dwukrotnie triumfowała na turniejach World Tour, pięciokrotnie była druga oraz sześciokrotnie stawała na najniższym stopniu podium.
We wrześniu 2016 roku po dwóch porażkach na Mistrzostwach Niemiec zakończyła sportową karierę.